# ドリームライフ
ドリームライフクラシックス（Dreamlife Classics）は、東京都港区にかつて存在したクラシックレコードレーベルである。

## 概要
ヒストリカルなクラシック・オペラ作品のリリースが中心のレコードレーベルで、今日にいたるまで500タイトルを超える作品を紹介。映画制作者の韮澤正が「眠れる芸術の発掘と普及」をコンセプトに昭和30年前後に設立した「ニラサワ・フィルム」が原点とされる。昭和50年代に（株）ドリームライフコーポレーションに改称。韮澤正他界後は、同氏が設立したメディアモニタリング会社「ニホンモニター株式会社」の音楽映像事業部として引き継がれてきた。ビデオテープ、ビデオディスク（レーザーディスク、VHD、DVD）の各時代を通じて長年親しまれたが、2012年に事業中止した。

## 代表的な作品
- ヴィルヘルム・フルトヴェングラー「フルトヴェングラーと巨匠たち」
- イ・ムジチ合奏団「四季 (ヴィヴァルディ)」
- レナード・バーンスタイン「わたしのわたしの愛するオーケストラ」
- ヘルベルト・フォン・カラヤン指揮リヒャルト・シュトラウス「ばらの騎士」